# ماگدالنا مودرا
ماگدالنا مودرا (لهستانی: Magdalena Modra؛ زادهٔ ۹ سپتامبر ۱۹۸۰) بازیگر و خواننده اهل لهستان است.
از فیلم‌ها یا مجموعه‌های تلویزیونی که وی در آن‌ها نقش داشته‌است، می‌توان به قانون حقیقی، پدر متیو، در خیابان سپولنی و قانون حقیقی اشاره نمود.